# Саксаганский сельский совет (Криничанский район)
Саксаганский сельский совет (укр. Саксаганська сільська рада; до 2016 года — Жовтневый сельский совет) — входит в состав Криничанского района Днепропетровской области Украины.
Административный центр сельского совета находится в с. Саксаганское.

## Населённые пункты совета
- с. Саксаганское
- с. Божедаровка
- с. Тепловка

## Ликвидированные населённые пункты совета
- пос. Адамовское